# 汪隆燿
汪隆燿（1772年—1837年），字虚中。浙江钱塘（今杭州）人。
乾隆三十七年出生。能作诗。有《冬荣草堂诗集》。